# Braunauer Bergland
Koordinaten: 50° 35′ N, 16° 20′ O

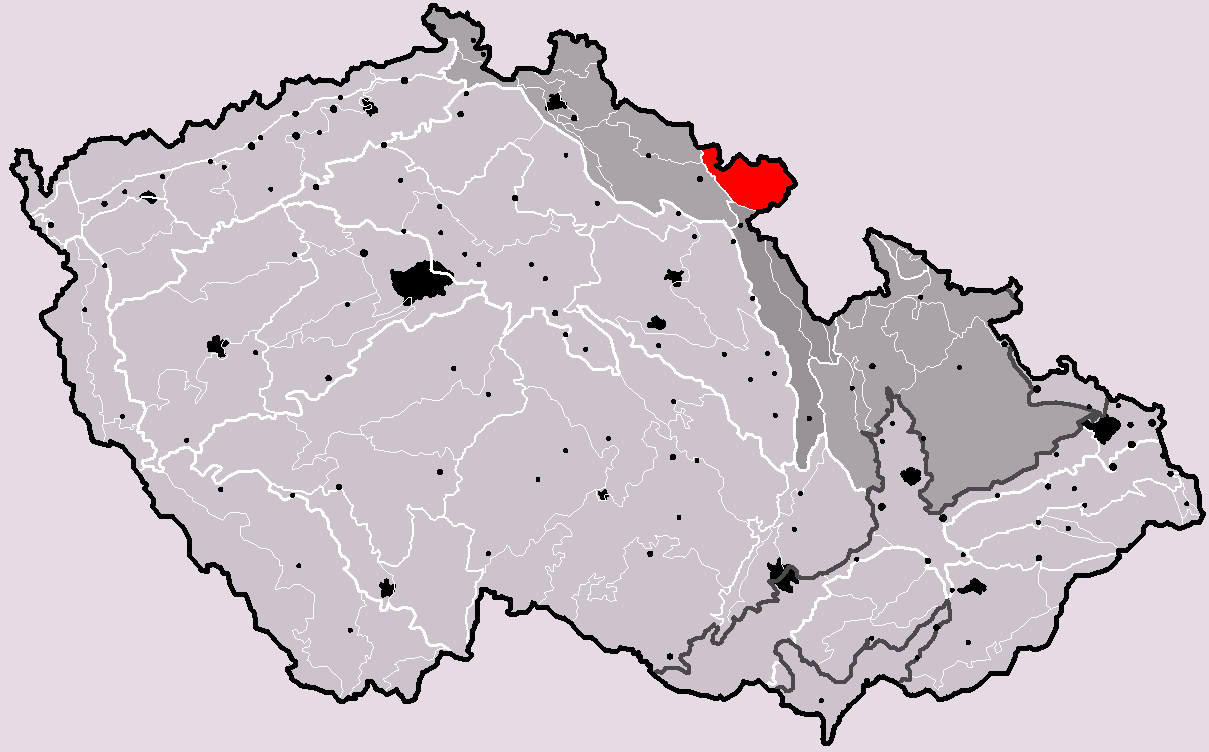
Das Braunauer Bergland innerhalb der Geomorphologischen Einteilung Tschechiens

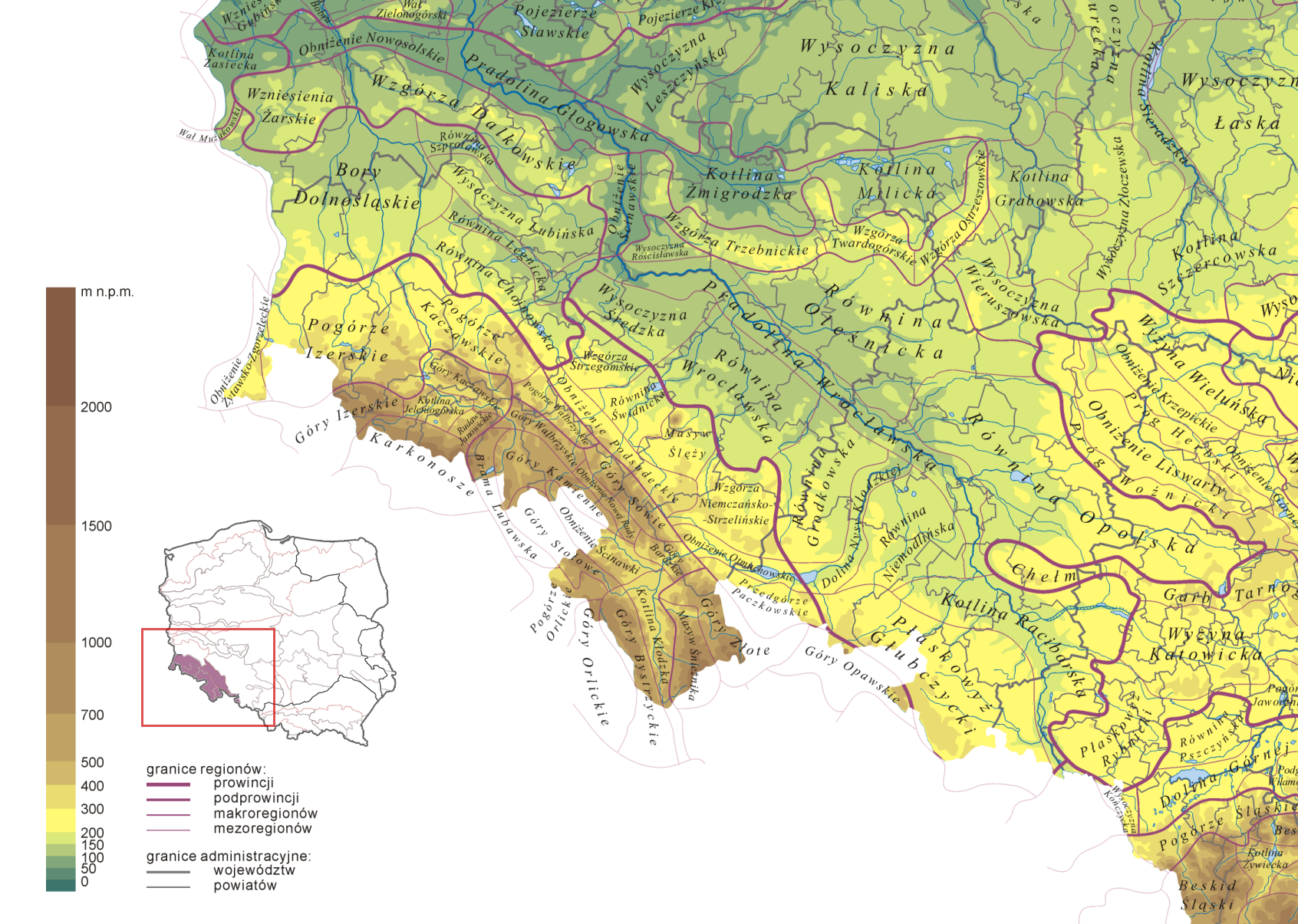
Polnische Einteilung des Braunauer Berglandes in die tschechischen Teile der Góry Kamienne, des Obniżenie Ścinawki, des Heuscheuergebirges (Góry Stołowe) und des Brama Lubawska (Liebauer Tors)

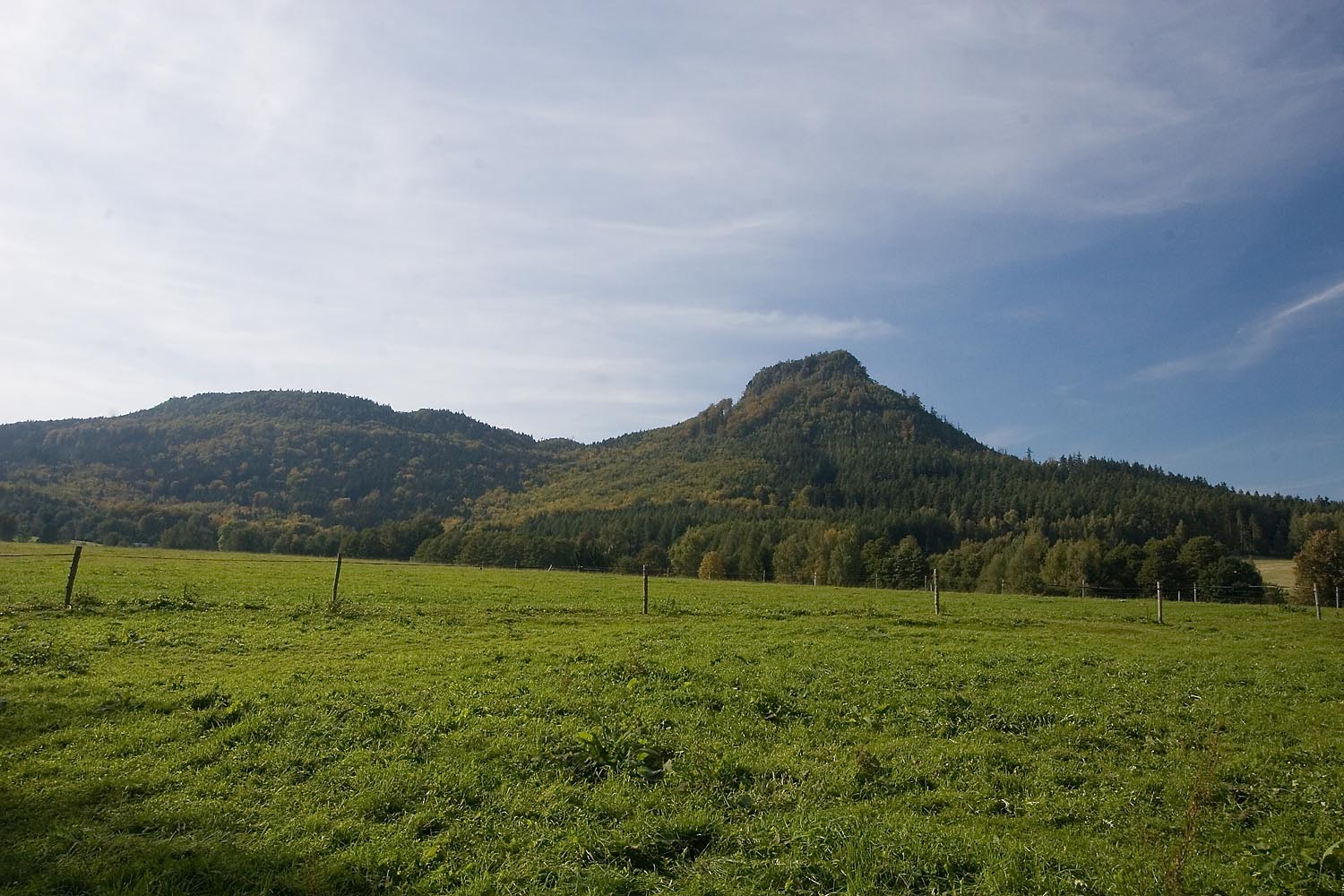
Berg Koruna (Ringelkoppe) bei Božanov (Barzdorf)

Das Braunauer Bergland (tschechisch Broumovská vrchovina) ist eine geomorphologische Einheit im Nordosten Tschechiens. Es nimmt eine Fläche von 535 km² ein. Die durchschnittliche Höhe beträgt 527 m n.m. Höchster Berg ist der Královecký Špičák mit 880,6 m n.m., gefolgt vom Ruprechtický Špičák (Ruppersdorfer Spitzberg) mit 880,5 m n.m.
Das Braunauer Bergland ist ein Teil der Innersudetischen Senke (vnitrosudetská pánev). Der in Tschechien liegende Teil besteht aus Sediment- und Vulkangesteinen der Zeitalter Karbon und Perm in Form von Rhyolithen, Melaphyren, pyroklastischen Gesteinen sowie ignimbritischen Sequenzen mit bis zu 700 Meter Mächtigkeit, ferner Sedimenten mit erheblicher Flächenausdehnung aus den ehemaligen Flachmeerbereichen der Kreidezeit sowie im kleinen Umfang streifenförmige Ablagerungen aus der Trias. Vereinzelt finden sich eiszeitliche Gerölle.
Geographisch ist das Braunauer Bergland in mehrere kleine Regionen unterteilt:
- Das Halbstädter Bergland (Meziměstská vrchovina)  erstreckt sich an der Grenze mit Polen und wird gebildet vom Heidelgebirge (tschechisch Javoří hory, polnisch Góry Suche, auf der tschechischen Seite mit dem höchsten Berg Ruprechtický Špičák (880 Meter)) und dem Braunauer Kessel (Broumovská kotlina) mit dem tiefsten Punkt von 350 Meter ü. NN am Fluss Steine (Stěnava) beim Dorf Otovice. Das Heidelgebirge ist von vulkanitischen Gesteinen, wie rhyolithische Ignimbrite und Rhyolithtuffe aufgebaut. An seinen südlichen Abhängen Schluffgesteine und Pläner auf. Im Braunauer Kessel befinden sich paläozoische Brekzien, Konglomerate und Sandsteine.
- Das Politzer Bergland (Polická vrchovina) teilt sich in das Politzer Faltengebirge (Polická stupňovina) mit ihrer bedeutendsten Region, dem Falkengebirge (Broumovské stěny), und dem Heuscheuergebirge (Stolové hory), dessen größter Teil sich in Polen befindet. Der höchste Berg ist der Szczeliniec Wielki (Große Heuscheuer) mit 919 Metern. Das Politzer Becken (Polická pánev)  besteht aus langgestreckten zerklüfteten Tafelflächen, in denen sich u. a. die bekannten Felsenlabyrinthe Ostaš und Hvězdy befinden. Das Politzer Becken ist auch ein bedeutendes Wasserreservoir, wobei das Wasser in den Sandsteinschichten akkumuliert wird.
- Das Schatzlarer Bergland (Žacléřská vrchovina) besteht größtenteils aus Vulkaniten (Rhyolithe), Schluffgesteinen, Konglomeraten und permokarbonischen Arkosen. Es teilt sich in das Radowenzer Bergland (Radvanická vrchovina) und das Habichtsgebirge (Jestřebí hory), dessen höchste Erhebung der 739 Meter hohe Žaltman (Hexenstein) bildet.

Zu den Naturschönheiten gehören die Felsenstädte, gebildet durch Sandsteine des Cenomans, Turons und Coniacium mit stark gegliederten Geländeformen. Die bekanntesten Felsstädte sind die Adersbach-Weckelsdorfer Felsenstadt und im Falkengebirge. Wälder bedecken etwa 35 Prozent des Geländes. In den hohen Lagen sind sie durch Emissionen der Kraftwerke schwer geschädigt.
Fast das ganze Gebiet – mit Ausnahme eines Großteils der Radvanická vrchovina – ist ein Teil des Naturschutzgebietes Broumovsko.